# Westwood (hrabstwo Boyd)
Westwood – jednostka osadnicza w Stanach Zjednoczonych, w stanie Kentucky, w hrabstwie Boyd.